# Şevval Sam
Şevval Sam, all'anagrafe Türkdeniz Şevval Sam (Istanbul, 11 novembre 1973), è un'attrice e cantante turca.

## Biografia
Nata nel 1973 a Istanbul (Turchia), Şevval Sam è la figlia della cantante Leman Sam e di Selim Sam e sorella minore di Şehnaz. La sua famiglia proviene dai balcani, l'Anatolia centrale, l'Oriente, l'Iraq, un'altra identità etnica di Malatya e Bulgaria. Ha frequentato la scuola primaria e secondaria presso la scuola primaria Hasan Ali Yücel e ha studiato al liceo presso il dipartimento di restauro dell'İstanbul Zincirlikuyu Construction Technical and Building Vocational High School. Ha completato l'istruzione superiore presso la facoltà di belle arti del dipartimento di grafica dell'Università di Marmara.

## Vita privata
Dal 1993 al 1999 è stata sposata con l'ex calciatore del Beşiktaş Metin Tekin, soprannominato Sarı Fırtına, dal quale nel 1997 ha avuto un figlio, Tarık Emir, noto come Taro Emir, anche lui attore.

## Discografia

### Album in studio
- 2006 – Sek
- 2007 – Istanbul's Secrets
- 2008 – Karadeniz
- 2010 – Has Arabesk
- 2012 – II Tek
- 2012 – Tango
- 2015 – Toprak Kokusu
- 2016 – Nanninom
- 2022 – Karadeniz II

### Singoli
- 2017 – Aşk Olsun
- 2019 – Dinmiyor (con Nejat Özgür)
- 2021 – Sen Bu Yaylaları
- 2021 – Kopsun Bir Fırtına
- 2021 – Karşıya Meşe Yanar
- 2021 – Hayat Devam Ediyi

## Filmografia

### Cinema
- Martılar ve İstanbul, regia di (2002)
- Yaşamın Kıyısında, regia di Fatih Akın (2007)
- Yüreğine Sor, regia di Yusuf Kurçenli (2010)
- Siyah Beyaz, regia di Ahmet Boyacıoğlu (2010)
- Black Horse Memories, regia di Shahram Alidi (2015)
- Paranın Kokusu, regia di Ahmet Boyacioglu (2018)

### Televisione
- Süper Baba – serie TV (ATV, 1993-1997)
- Feride – serie TV, 1 episodio (Star TV, 1996)
- Aşkın Dağlarda Gezer – serie TV, 1 episodio (TGRT, 1999-2000)
- Yıldızların Altında – serie TV (Show TV, 2002)
- Karaoğlan – serie TV, 1 episodio (Kanal D, 2002)
- Gülbeyaz – serie TV, 26 episodi (Kanal D, 2002-2003)
- Müjgan Bey – serie TV (Show TV, 2004)
- Çocuğun Var Derdin Var – serie TV, 66 episodi (TGRT, 2004-2005)
- Yine de Aşığım – serie TV, 3 episodi (ATV, 2005-2006)
- Yaşanmış Şehir Hikayeleri – serie TV, 3 episodi (Kanal D, 2006)
- Derman – serie TV, 6 episodi (Kanal D, 2008)
- Acayip Hikayeler – serie TV, 1 episodio (Star TV, 2012)
- Il secolo magnifico (Muhteşem Yüzyıl) – serie TV, 1 episodio (Star TV, 2013)
- Kara Kutu – serie TV, 1 episodio (Kanal D, 2015)
- Bodrum Masalı – serie TV, 42 episodi (Kanal D, 2016-2017)
- Forbidden Fruit (Yasak Elma) – serie TV, 177 episodi (Fox, 2018-2023)
- Gönül – serie TV (Netflix, 2022)
- Yan Oda – serie TV, 4 episodi (Star TV, 2024)
- Ru – serie TV, 6 episodi (GAİN, 2024)

### Cortometraggi
- Ziyaret, regia di Didem Erayda (2004)
- Sen Olmak, regia di Tayfur Aydın (2007)
- Kafe, regia di Tufan Şimşekcan (2010)

## Teatro
- Müzeyyen (2018)

## Programmi televisivi
- Müzik Ekspresi (TRT 1, TRT 2, TRT 3, 1994-1996)
- Damak Tadı (TRT 1, 2001-2003)
- Sanata Dair (TV8, 2005-2006)
- Sanatla 30 Dakika (TV8, 2006-2008)
- Şevval Sam'la Pazar'e'rtesi (TRT Müzik, 2011-??)
- Şarkılar Bizi Söyler (Kanal D, 2022)
- Yetenek Sizsiniz Türkiye (Now, 2025)

## Doppiatrici italiane
Nelle versioni in italiano dei suoi film e delle sue serie TV, Şevval Sam è stata doppiata da:
- Alessandra Korompay[13] in Forbidden Fruit[14]

## Riconoscimenti
- Pantene Golden Butterfly Awards
  - 2009: Vincitrice come Miglior artista femminile di musica folk
  - 2015: Vincitrice come Miglior artista femminile di musica folk
  - 2021: Candidata come Miglior artista femminile di musica folk
  - 2022: Candidata come Miglior artista femminile di musica folk
- International Izmir Film Festival
  - 2020: Candidata come Miglior attrice in una serie televisiva per Forbidden Fruit (Yasak Elma)
- Turkey Youth Awards
  - 2020: Candidata come Miglior attrice in una serie televisiva per Forbidden Fruit (Yasak Elma)